# Julien Cools
Julien Cools (Retie, 13 februari 1947) is een Belgisch voormalig profvoetballer. Hij won de Gouden Schoen in 1977. Hij speelde 35 keer voor het Belgisch elftal en scoorde tweemaal. Hij was de aanvoerder van het elftal dat in 1980 vice-Europees kampioen werd.

## Clubcarrière
Cools speelde eerst voor het plaatselijke Retie SK. Op het eind van de jaren zestig trok hij naar Beringen FC. In 1969/70 speelde hij met deze club in de Eerste klasse, maar degradeerde. In 1972 kon hij met de club terugkeren naar de hoogste klasse. 

### Topjaren bij Club
In 1973 verhuisde Julien Cools naar de Belgische topper Club Brugge. Voor Club Brugge speelde hij zes seizoenen en werd daarmee drie keer landskampioen: in 1976, 1977 en 1978. In 1977 won Club Brugge tevens de Beker van België. Cools speelde 32 Europese wedstrijden voor Club Brugge. Hij speelde onder meer de finale van de UEFA-cup in 1976 en de finale van de Beker der Landskampioenen in 1978. In 1979 ging hij voor Beerschot VAV spelen.

### Lagere regionen
Met de degradatie van Beerschot in 1981 verdween ook Cools uit de hoogste klasse. Cools transfereerde naar Dessel Sport, in Derde klasse.In 1983 ging hij tot 1986 voor KVC Westerlo spelen, dat net aan het opklimmen was in de nationale reeksen.
Cools is ook jongerencoach voor de KBVB geweest.

## Erelijst

### Club
Club Brugge
- Eerste Klasse: 1975–76, 1976–77, 1977–78[1]
- Beker van België: 1976–77 (winnaar), 1978-79 (finalist)[2]
- UEFA Cup: 1975-76 (finalist)[3]
- Europacup I: 1977-78 (finalist)[4]
- Trofee Jules Pappaert: 1978[5]

### Internationaal
- UEFA Europees Kampioenschap: 1980 (finalist)[6]
- Nationale trofee voor sportverdienste: 1980[7]

### Individueel
- Gouden Schoen: 1977[8]

## Referentielijst
1. ↑  Club Brugge | Palmares.
2. ↑  Belgium - List of Cup Finals.
3. ↑  Sportuitslagen | Voetbal - UEFA Cup - 1975/1976 - Home. Gearchiveerd op 11 augustus 2023.
4. ↑  Uefa.com 1978 final highlights: Liverpool 1-0 Club Brugge. Gearchiveerd op 11 augustus 2023.
5. ↑  Jules Pappaert Cup. Gearchiveerd op 23 april 2022.
6. ↑  UEFA Euro 1980. Gearchiveerd op 2 september 2023.
7. ↑  Nationale Trofee voor Sportverdienste. Gearchiveerd op 2 september 2023.
8. ↑  Winnaars Gouden Schoen. Gearchiveerd op 2 september 2023.

1 Custers ·
2 Gerets ·
3 L. Millecamps ·
4 Meeuws ·
5 Renquin ·
6 Cools  ·
7 Vandereycken ·
8 Van Moer ·
9 Van der Elst ·
10 Vandenbergh ·
11 Ceulemans ·
12 Pfaff ·
13 M. Martens ·
14 Plessers ·
15 Verheyen ·
16 M. Millecamps ·
17 Mommens ·
18 Dardenne ·
19 Wellens ·
20 Preud'homme ·
21 Heyligen ·
22 R. Martens ·
Coach: Thys
1954: Rik Coppens · 1955: Fons Van Brandt · 1956: Vic Mees · 1957: Jef Jurion · 1958: Roland Storme · 1959: Lucien Olieslagers · 1960–61: Paul Van Himst · 1962: Jef Jurion · 1963: Jean Nicolay · 1964: Wilfried Puis · 1965: Paul Van Himst · 1966: Wilfried Van Moer · 1967: Fernand Boone · 1968: Odilon Polleunis · 1969: Wilfried Van Moer · 1970: Wilfried Van Moer · 1971: Erwin Vandendaele · 1972: Christian Piot · 1973: Maurice Martens · 1974: Paul Van Himst · 1975: Johan Boskamp · 1976: Rob Rensenbrink · 1977: Julien Cools · 1978: Jean-Marie Pfaff · 1979: Jean Janssens · 1980: Jan Ceulemans · 1981: Erwin Vandenbergh · 1982: Eric Gerets · 1983: Frank Vercauteren · 1984: Enzo Scifo · 1985–86: Jan Ceulemans · 1987: Michel Preud'homme · 1988: Lei Clijsters · 1989: Michel Preud'homme · 1990: Franky Van der Elst · 1991: Marc Degryse · 1992: Philippe Albert · 1993: Pär Zetterberg · 1994: Gilles De Bilde · 1995: Paul Okon · 1996: Franky Van der Elst · 1997: Pär Zetterberg · 1998: Branko Strupar · 1999: Lorenzo Staelens · 2000: Jan Koller · 2001: Wesley Sonck · 2002: Timmy Simons · 2003: Aruna Dindane · 2004: Vincent Kompany · 2005: Sérgio Conceição · 2006: Mbark Boussoufa · 2007: Steven Defour · 2008: Axel Witsel · 2009: Milan Jovanović · 2010: Mbark Boussoufa · 2011: Matías Suárez · 2012: Dieumerci Mbokani · 2013: Thorgan Hazard · 2014: Dennis Praet · 2015: Sven Kums · 2016: José Izquierdo · 2017: Ruud Vormer · 2018–19: Hans Vanaken · 2020: Lior Refaelov · 2021: Paul Onuachu · 2022: Simon Mignolet · 2023: Toby Alderweireld · 2024: Hans Vanaken